# Protohermes infectus
Protohermes infectus är en insektsart som först beskrevs av Robert McLachlan 1869.
Protohermes infectus ingår i släktet Protohermes och familjen Corydalidae. Inga underarter finns listade i Catalogue of Life.